# Лелеческая волость
Лелечевская волость — волость в составе Егорьевского уезда Рязанской губернии, с 1922 года Егорьевского уезда Московской губернии, существовавшая до 1929 года.

## История
Лелечевская волость существовала в составе Егорьевского уезда Рязанской губернии. Административным центром волости было село Лелечи. В 1922 году Егорьевский уезд был включён в состав Московской губернии.
22 июня 1922 года волость была укрупнена путём присоединения к ней Круговской волости.
В ходе реформы административно-территориального деления СССР в 1929 году Лелечевская волость была упразднена.

## Состав
На 1885 год в состав Лелечевской волости входило 1 село и 13 деревень.
| Вид     | Наименование      | Население, чел. (1885 год) | Население, чел. (1905 год) |
| ------- | ----------------- | -------------------------- | -------------------------- |
| село    | Лелечи            | 360                        | 343                        |
| деревня | Харинская         | 618                        | 765                        |
| деревня | Гридинская        | 227                        | 217                        |
| деревня | Янино             | 328                        | 350                        |
| деревня | Юринская          | 142                        | 151                        |
| деревня | Прохорово         | 110                        | 111                        |
| деревня | Старо-Аксеновская | 135                        | 49                         |
| деревня | Ново-Аксеновская  | 51                         | 69                         |
| деревня | Лазарево          | 110                        | 127                        |
| деревня | Луки              | 76                         | 102                        |
| деревня | Аниенка           | 300                        | 456                        |
| деревня | Алферово          | 573                        | 816                        |
| деревня | Васинская         | 190                        | 154                        |
| деревня | Голыговщина       | 379                        | 552                        |

В 1929 году в состав волости входили 10 сельсоветов: Анненский, Гридинский, Кочемский, Круговский, Лелечевский, Лосинский, Никиткинский, Парфентьевский, Поповский и Харинский.

## Землевладение
Население составляли 15 сельских общин — все бывшие помещичьи крестьяне. Все общины имели общинную форму землевладения. 8 общин делили землю по ревизским душам, остальные по работникам. Луга делились ежегодно.
Домохозяева, имевшие арендную землю, составляли около 27% всего числа домохозяев волости.

## Сельское хозяйство
Почва в большинстве общин супесчаная, песчаная или суглинистая. Луга были плохие, но в некоторых общинах были заливные. Леса в большинстве общин не было, в некоторых было мелколесье и кустарник. Крестьяне сажали рожь, овёс, гречиху, просо и картофель. Топили покупными дровами и сучьями.

## Местные и отхожие промыслы
Местные промыслы не были развиты. В 1885 году имелось 65 плотников, 50 пильщиков, 11 ткачей, 15 пчеловодов, 7 сапожников, 4 угольщика, 3 кузнеца, 5 маслобойщиков, 17 мастеровых, 3 булочника, 15 сельских работников, 4 торговца, 1 производчик нанки. Из женщин 40 человек ткали нанку.
В 1885 году отхожими промыслами занимались 190 мужчин (22% всего мужского населения в рабочем возрасте) и 8 женщин. Из них 45 извозчиков, 14 торговцев, 15 булочников, 11 приказчиков или артельщиков, 18 плотников, 13 человек работали на шёлковых фабриках. На заработки уходили в Санкт-Петербург и Москву.

## Инфраструктура
В 1885 году в волости имелось 5 маслобоен, 2 кузницы, 1 сапожная мастерская, 1 крупорушалка, 2 постоялых двора, 3 питейных заведения, 4 чайных и 1 мелочная лавка. Школа была в селе Лелечах. В некоторых общинах были свои учителя.